# Confine tra Bielorussia e Polonia
Il confine tra la Bielorussia e la Polonia descrive la linea di demarcazione tra questi due Stati. Ha una lunghezza di 416 o 418 km.
La demarcazione parte dalla triplice frontiera con la Lituania a nord e si estende fino al triplice punto di congiuntura con l'Ucraina a sud. Si tratta inoltre di una delle demarcazioni che divide un Paese facente parte dell'Unione europea da uno esterno. Il confine corre lungo i confini amministrativi di due voivodati, quello della Podlachia e quello di Lublino, nella parte polacca, e le regioni di Hrodna e Brest, nella sezione bielorussa. Nella parte polacca, 246,93 km sono sottoposti alla protezione della guardia di frontiera di Lublino, mentre i restanti 171,31 km si trovano nell'area facente capo all'unità di guardia del fiume Bug. I corsi d'acqua presenti lungo il confine, da nord a sud, sono la Czarna Hańcza, la Wołkuszanka, lo Świsłocz, il Narew e il Bug Occidentale.

## Caratteristiche

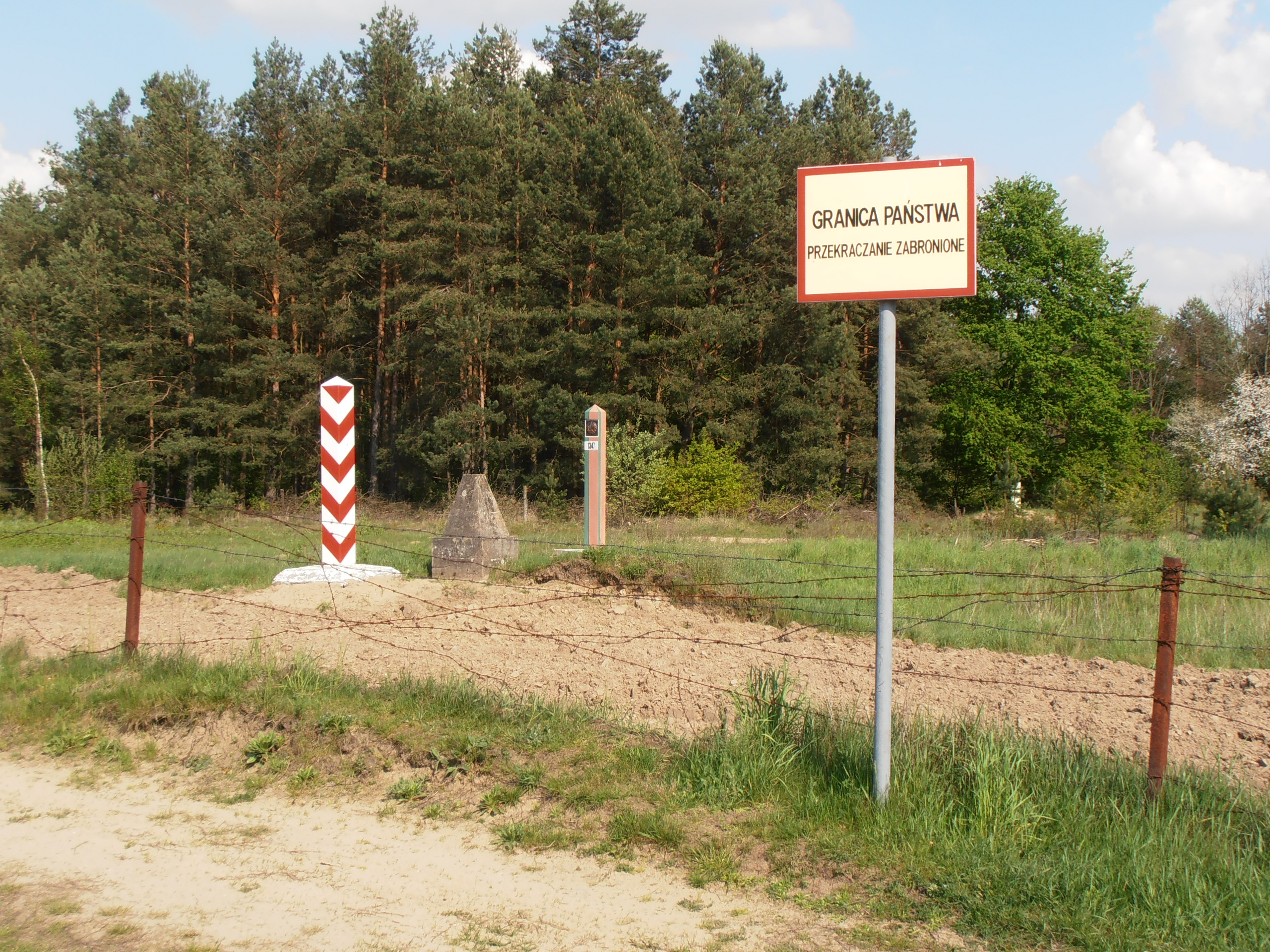
Confine tra Bielorussia e Polonia visto da quest’ultima all’altezza di Niemirów

Il confine riguarda l'ovest della Bielorussia e l'est della Polonia. Ha un andamento generale da nord verso sud.
Inizia alla triplice frontiera tra Bielorussia, Lituania e Polonia e termina alla triplice frontiera tra Bielorussia, Polonia e Ucraina. Più nel dettaglio, partendo da sud, esso corre da Sobibór e poi segue il Bug Occidentale, volgendo in direzione nord-est. A quel punto, dopo aver attraversato la foresta vergine di Białowieża, la valle del Narew, la valle dello Svislach (affluente del Nemunas), segue una linea quasi retta fino alla valle del fiume Wołkuszanka. Il corso di quest'ultimo fiume segna il confine per 5 km, dopodiché la demarcazione supera la valle del Czarna Hańcza e termina a nord di questo fiume.

## Regioni interessate
Nell'ambito dei due paesi, sono interessate le seguenti regioni e i seguenti voivodati:
- Bielorussia
  -  Regione di Brėst
  -  Regione di Hrodna
- Polonia
  -  Voivodato della Podlachia
  -  Voivodato di Lublino

## Storia
Storicamente, la Bielorussia occidentale ha fatto parte prima del Granducato di Lituania dal XIII secolo e, in seguito, della Polonia dopo la fondazione della Confederazione polacco-lituana. Dopo il 1795, anno in cui avvenne la terza spartizione della Polonia, quest'ultima cessò di esistere fino al 1918. Dopo la prima guerra mondiale, la Seconda Repubblica di Polonia si estendeva molto più a est di oggi e accorpava tutto quel territorio che compone l'attuale demarcazione con la Bielorussia.
Dopo l'invasione sovietica della Polonia, nel settembre 1939, la Bielorussia occidentale finì annessa alla Repubblica Socialista Sovietica Bielorussa. In quella fase storica, si assistette alla costituzione di cinque nuovi voblast': Baranavičy, Belostok, Brėst, Pinsk e Vialejka.
In armonia con i contenuti dell'accordo sul confine tra la Polonia e l'URSS del 16 agosto 1945, 17 distretti del voblast' di Belastok della RSS Bielorussa, inclusa la città di Białystok e 3 distretti del voblast' di Brėst, dove viveva una quota significativa di cittadini polacchi, furono trasferiti alla Polonia. Si stima che 200 000 bielorussi rimasero sul lato biancorosso del confine, mentre un milione di polacchi su quello opposto.
In seguito all'accordo del 1944 sui trasferimenti di popolazione tra Polonia e Bielorussia sovietica, il 25 novembre 1945 fu firmata a Varsavia un'intesa suppletiva dai rappresentanti del governo della RSS Bielorussa e del governo della Unità nazionale della Repubblica di Polonia sulla registrazione e l'evacuazione della popolazione bielorussa. Ai sensi della stessa, vari gruppi di cittadini sarebbero passati dal territorio della Polonia alla controparte (36.700) e della popolazione biancorossa localizzata nella RSS Bielorussa al territorio della Polonia (400 000 circa, mentre i dati ufficiali ne riportavano 274.200). Gli annunci sulla registrazione e sull'estensione dell'evacuazione fino al giugno 1946 furono affissi a Białystok e all'interno del Voivodato.
Nel 1946, durante i lavori di limatura del confine di stato tra l'URSS e la Polonia nella sezione bielorusso-polacca, Krynki, che era interamente in mano a Varsavia, funse da punto di separazione della sezione di confine facente capo ai lavori del sottocomitato V e quelli del sottocomitato VI. Inoltre, il confine attraversava aree che la Polonia aveva perso a causa del dettame sovietico, in quanto si trovavano sul lato ovest della linea Curzon. Lo spostamento era avvenuto di circa 12 km nelle vicinanze di Odelsk, di 15 nell'area di Salmon, di 20 in Biała Blota e di 15 nell'area del canale di Augustów. Nel corso della procedura di delimitazione, i negoziatori polacchi si resero conto di essere impotenti di fronte all'imposizione degli accordi e cercavano di avanzare, per quanto possibile, degli accorgimenti in chiave minore. Come risultato, entro i confini della Polonia finirono rispettivamente vari centri abitati, quali Klimówka, Minkowce, Nomiki, Taki, Tołcze, Szymaki del distretto di Hrodna e gli agglomerati di Todorkowce e Chworosciany del distretto di Sapotskin. Anche Zubrzyca Wielka e Zubrzyca Mała non appartennero più alla Bielorussia, malgrado, in questo caso, il passaggio riguardò solo l'agglomerato urbano e non le vaste campagne, non passate alla Polonia.
Più a nord, nell'area del villaggio di Nowrowol, il confine subì uno spostamento di 700-800 m a est, con il risultato che anche Tołcze, Szymaki e Klimówka confluirono in Polonia. A Kuźnica, la linea di confine transitò di 200-300 m verso est e, in questo punto, si decise di far passare sulla demarcazione i binari della tratta ferroviaria Białystok-Hrodna. Infine, gli sforzi della delegazione bielorussa consentirono di acquisire 1,5 km suppletivi della foresta di Białowieża.

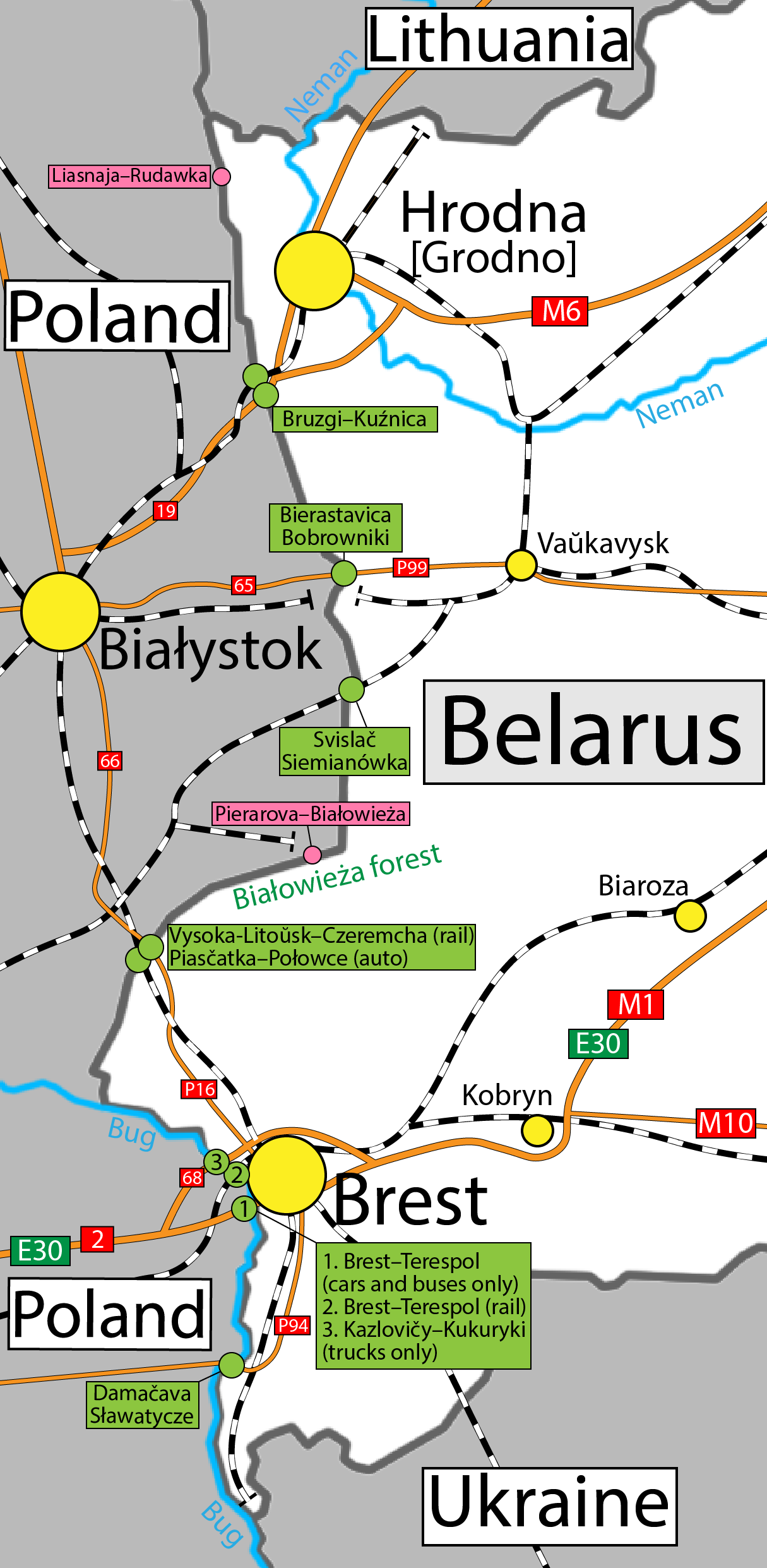
Il confine tra la Bielorussia e la Polonia nel dettaglio

Nell'agosto 1948, l'agenzia TASS annunciò una comunicazione sul completamento della delimitazione della frontiera. Tuttavia, le autorità locali determinarono la forma definitiva del confine e l'appartenenza dei singoli villaggi o di sezioni specifiche per più di un anno e mezzo. Sulla base della documentazione della parte bielorussa, annunciata ufficialmente l'8 luglio 1950, la parte polacca ottenne 30 insediamenti come parte dello scambio e delle correzioni dei confini, mentre la parte bielorussa ne acquisì 12. Inoltre, molti paesi videro comparire una frontiera proprio all'interno degli stessi. Tra 1956 e 1957 si assistette a una nuova ondata migratoria, con 70 000 polacchi che lasciarono la RSS Bielorussa.
Da allora in poi, e fino ad ora, il confine tra Polonia e Bielorussia non ha mai subito mutamenti e l'accordo più recente tra i due Stati, ognuno dei quali indipendente dagli anni Novanta, risale al 2011.

### Controversia del 2021
Nell'agosto del 2021, un'ondata di immigrati clandestini ha iniziato a viaggiare attraverso la Bielorussia in direzione della Polonia. La Bielorussia è stata accusata di guerra ibrida, poiché si è sostenuto che stesse pianificando e portando a termine l'attraversamento illegale del confine di chi lo richiedeva nelle aree forestali.
La Polonia ha di recente rinforzato i presidi al confine con 1 000 uomini e sta pianificando di costruire una barriera più robusta rispetto al filo spinato presente. Degli oltre 2 000 migranti che hanno cercato di attraversare illegalmente da demarcazione un numero incerto ha avuto successo nelle operazioni, riuscendo a giungere nei centri di accoglimento assegnati per aiutarli, mentre altri si sono stanziati da settimane nei pressi della frontiera internazionale. Il primo ministro polacco Mateusz Morawiecki ha dichiarato che la Polonia deve proteggere i suoi confini e che le persone che attraversano la divisione tra Polonia e Bielorussia "vengono usate dal regime" del presidente Lukašėnka e condotte in luoghi dove l'attraversamento è agevolato dalla vegetazione delle foreste.
Il 25 agosto 2021, la Corte europea dei diritti dell'uomo (CEDU) ha convocato la Polonia e la Lettonia chiedendogli di fornire ai migranti "cibo, acqua, vestiario, cure mediche adeguate e, se possibile, un riparo temporaneo [...] La misura si applicherà per un periodo di tre settimane da oggi fino al 15 settembre 2021 compreso", ma il giudice della CEDU, che ha citato nelle motivazioni la Convenzione europea dei diritti dell'uomo, non ha affermato che sussiste un qualche obbligo volto ad assicurare il passaggio dei confini ai richiedenti asilo. La Polonia non ha dato seguito all'appello.

## Valichi di frontiera
|    | Località                 | Tipo di valico                        |
| 1  | Brėst - Terespol         | Ferroviario                           |
| 2  | Hrodna - Kuźnica         | Ferroviario                           |
| 3  | Vysokae - Czeremcha      | Ferroviario                           |
| 4  | Śvislač - Siemianówka    | Ferroviario                           |
| 5  | Berestovica - Bobrowniki | Stradale                              |
| 6  | Brėst - Terespol         | Stradale                              |
| 7  | Bruzgi - Kuźnica         | Stradale                              |
| 8  | Damačava - Sławatycze    | Stradale                              |
| 9  | Kazłovičy - Kukuryki     | Stradale                              |
| 10 | Piasčatka - Połowce      | Stradale                              |
| 11 | Liasnaia - Rudawka       | Punto di attraversamento semplificato |
| 12 | Pierarova - Białowieża   | Pedonale                              |

Oltre ai dodici valichi di frontiera sopra esposti, esiste un attraversamento fluviale stagionale aperto alle canoe e un attraversamento pedonale e ciclabile nella foresta di Białowieża, accessibile solo durante il giorno. Attualmente, il numero di valichi di frontiera è assai ridotto rispetto a quando la Polonia ancora non rientrava nell'Unione europea: anche per questo, si è prevista in un futuro prossimo la creazione di altri tre valichi di frontiera. Le ragioni di numeri così bassi di passaggi sono da individuare sia con riferimento a barriere fisiche e geografiche (una parte significativa del confine è rappresentata da corsi d'acqua) sia da barriere politiche (la Bielorussia faceva parte dell'URSS, che ha costruito pochi valichi di frontiera).

### Traffico ferroviario

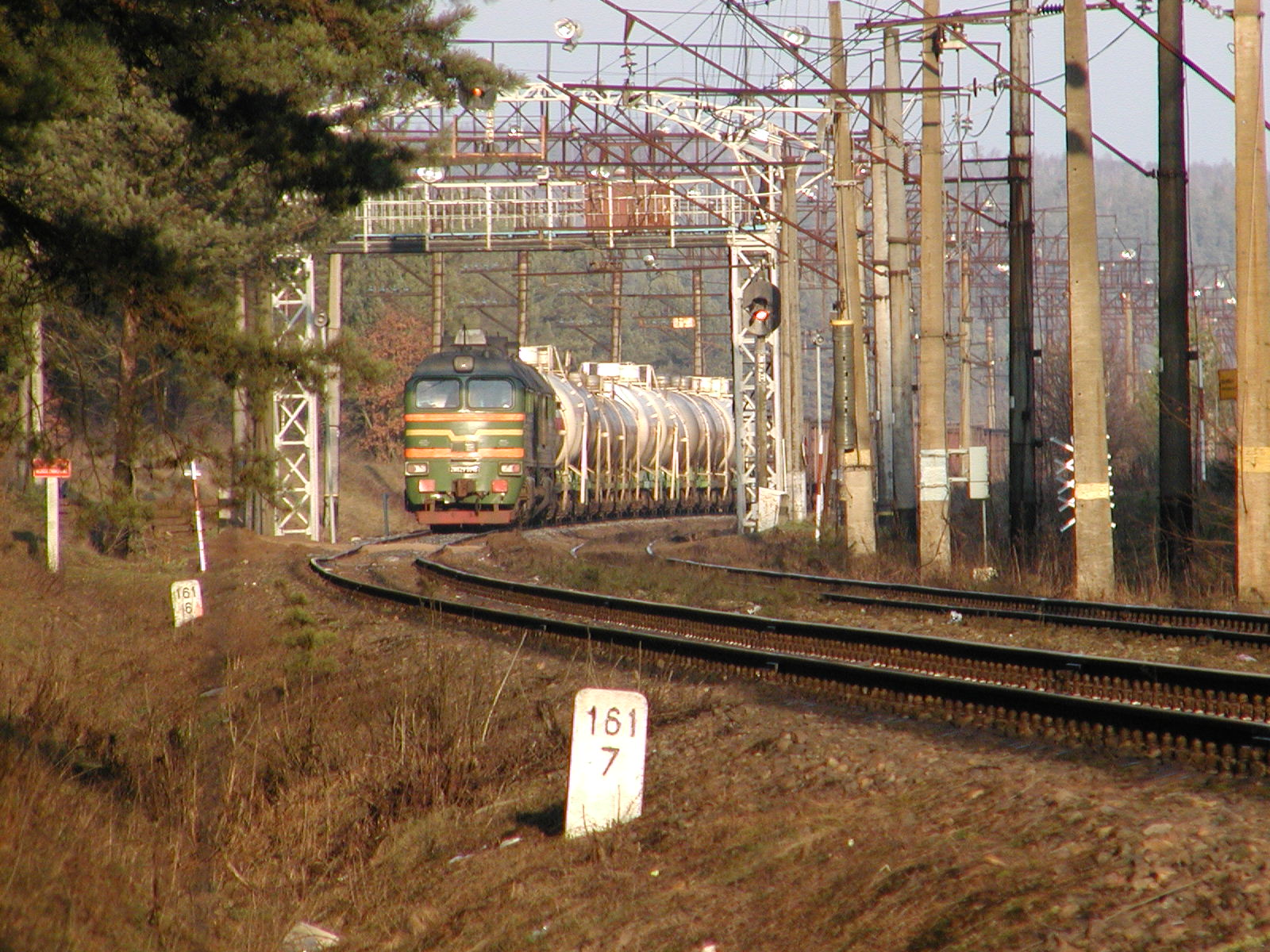
Un tratto transfrontaliero della linea ferroviaria Białystok-Hrodna

Il traffico ferroviario sia per passeggeri che per merci procede su più tratti tra la Polonia e la Bielorussia. La rete polacca è a scartamento normale (1.435 mm) ed elettrificata a 3 kV DC. La rete bielorussa è a scartamento largo (1520 mm) ed elettrificata con corrente alternata 25 kV 50 Hz. Alla frontiera, appare quindi necessario sostituire i carrelli e, nel caso delle locomotive elettriche, cambiarli o utilizzare locomotive a due sistemi.
Tutti i treni a lunga percorrenza che viaggiano tra la Polonia e la Bielorussia, così come la Russia, passano attraverso lo snodo Brėst-Terespol, ad eccezione di quelli da e per l'oblast' di Kaliningrad.